# Coppa CERS 1986-1987
La Coppa CERS 1986-1987 è stata la 7ª edizione dell'omonima competizione europea di hockey su pista riservata alle squadre di club. Il torneo ha avuto inizio il 21 marzo e si è concluso il 23 giugno 1987.
Il titolo è stato conquistato dall'Amatori Lodi per la prima volta nella sua storia.

## Squadre partecipanti
| Nazione        | Club           | Città                | Qualificazione                                      |
| -------------- | -------------- | -------------------- | --------------------------------------------------- |
| Francia        | Carhaix        | Carhaix-Plouguer     | 3º in 1ere Division 1986                            |
| Francia        | Gazinet-Cestas | Cestas               | 4º in 1ere Division 1986                            |
| Germania Ovest | Ober-Ramstadt  | Ober-Ramstadt        | 2º in 1 Bundesliga 1986                             |
| Germania Ovest | Walsum         | Duisburg             | 3º in 1 Bundesliga 1986                             |
| Italia         | Amatori Lodi   | Lodi                 | 4º in Serie A1 1985-1986, semifinali play-off       |
| Italia         | Pordenone      | Pordenone            | 6º in Serie A1 1985-1986, quarti di finale play-off |
| Portogallo     | Sporting CP    | Lisbona              | 2º in 1ª Divisão 1985-1986                          |
| Portogallo     | Sporting Tomar | Tomar                | 5º in 1ª Divisão 1985-1986                          |
| Spagna         | Noia           | Sant Sadurní d'Anoia | 2º in División de Honor 1985-1986                   |
| Spagna         | Piera          | Piera                | 3º in División de Honor 1985-1986                   |
| Spagna         | Tordera        | Tordera              | Detentore della Coppa CERS 1985-1986                |
| Svizzera       | Ginevra        | Ginevra              | 2º in Lega Nazionale A 1986                         |

## Risultati

### Primo turno
| Squadra 1     | Totale | Squadra 2      | Andata | Ritorno |
| ------------- | ------ | -------------- | ------ | ------- |
| Amatori Lodi  | 21 - 9 | Carhaix        | 5 - 2  | 16 - 7  |
| Ober-Ramstadt | 14 - 6 | Ginevra        | 8 - 3  | 6 - 3   |
| Piera         | 10 - 6 | Sporting Tomar | 8 - 1  | 2 - 5   |
| Walsum        | 6 - 11 | Sporting CP    | 3 - 3  | 3 - 8   |

### Quarti di finale
| Squadra 1    | Totale | Squadra 2      | Andata | Ritorno |
| ------------ | ------ | -------------- | ------ | ------- |
| Amatori Lodi | 24 - 5 | Gazinet-Cestas | 9 - 1  | 15 - 4  |
| Noia         | 17 - 7 | Ober-Ramstadt  | 12 - 3 | 5 - 4   |
| Piera        | 6 - 7  | Sporting CP    | 3 - 1  | 3 - 6   |
| Pordenone    | 7 - 11 | Tordera        | 4 - 4  | 3 - 7   |

### Semifinali
| Squadra 1    | Totale | Squadra 2 | Andata | Ritorno |
| ------------ | ------ | --------- | ------ | ------- |
| Amatori Lodi |        | Tordera   | ann.   | n.d.    |
| Sporting CP  | 6 - 13 | Noia      | 4 - 6  | 2 - 7   |

### Finale
| Squadra 1 | Totale  | Squadra 2    | Andata | Ritorno |
| --------- | ------- | ------------ | ------ | ------- |
| Noia      | 10 - 11 | Amatori Lodi | 7 - 5  | 3 - 6   |